# Berceuse martienne
Pour plus de détails, voir Fiche technique et Distribution.
Berceuse martienne (Rocket-Bye Baby) est un court métrage d'animation de la série américaine Merrie Melodies réalisé par Chuck Jones, produit par les Warner Bros. Cartoons et sorti en 1956.